# Lokva (Zvečan)
Pour les articles homonymes, voir Lokva.
Lokva en serbe latin et Llokvë en albanais (en serbe cyrillique : Локва) est une localité du Kosovo située dans la commune/municipalité de Zvečan/Zveçan, district de Mitrovicë/Kosovska Mitrovica. Selon des estimations de 2009 comptabilisées pour le recensement kosovar de 2011, elle compte 20 habitants, dont une majorité de Serbes.

## Démographie

### Évolution historique de la population dans la localité
| 1948 | 1953 | 1961 | 1971 | 1981 | 1991 | 2009 |
| ---- | ---- | ---- | ---- | ---- | ---- | ---- |
| 85   | 96   | 86   | 45   | 35   | 28   | 20   |

|  |